# Álvaro Cunhal
Álvaro Barreirinhas Cunhal, född 10 november 1913 i Coimbra, Portugal, död 13 juni 2005 i Lissabon, var en portugisisk kommunistisk politiker och mångårig ledare i Portugals kommunistiska parti. Han engagerade sig tidigt inom kommunistiska kretsar och deltog som tonåring vid Kominterns kongress i Moskva 1935 tillsammans med sin mentor Bento Gonçalves. Han arresterades första gången 1937 och blev från 1941 ledare för det underjordiska kommunistpartiet i den fängslade Gonçalves frånvaro. 1949 arresterades han av den hemliga polisen PIDE och förblev internerad till 1960, då han rymde till Sovjetunionen för att återvända först efter Nejlikerevolutionen 1974.
Utmärkande för Cunhals politik var rivaliteten med socialisten Mario Soares, som överskuggade bådas motstånd mot borgerliga Socialdemokraterna, och hans stöd för kommunistiska regimers handlande världen över som förblev kontroversiella inom hans egen rörelse (bland annat krossandet av Pragvåren 1968 och kuppen i Moskva 1991), en politik som han på nytt bekräftade 2002. Cunhal lämnade ordförandeskapet i kommunistpartiet 1992. Han författade åtskilliga skrifter.